# Pagadian
Pagadian é um cidade de  segunda classe de renda da cidade (d) na província Zamboanga do Sul, nas Filipinas. De acordo com o censo de 1 de maio  de  2020 possui uma população de 210 452 pessoas e 45 633 domicílios.